# Тунели испод старог Крања
Тунели испод старог Крања су једна од најјединственијих атракција у Горењском крају и граду Крању. Изграђени су током Другог светског рата и коришћени као склоништа за становништво Крања.

## Историја
Изградњу тунела започели су Немци, као склониште у случају бомбардовања, према нацртима за склоништа из 1939. године. Изградња је започела крајем тридесетих година 20. века у очекивању сукоба, али већина онога што данас постоји завршено је 1944. године, јер су се плашили да ће Крањ бити на мети савезничких бомбардовања због његове стратешке локације и снажне индустријске производње. Немци су Горењску регију сматрали својом, и за изградњу нису ангажовали заробљенике или људе из концентрационих логора, него су расписали јавни конкурс на коме је победило познато грађевинско предузеће Јосипа Славца, са којим су направили уговор. Он је градио и за немачке власти али је много помагао и НОБ-у, пре свега финансијски, тако да је, када га је неко издао, морао побећи, да га Немци не би ухватили. 
Тунели су изграђени у дужини од 1300 метара, 15-так метара испод старог дела града, у облику крста, са четири улаза: западни улаз код Јеленовог Кланеца, источни улаз код кањона реке Кокре, северни улаз испод Пунгерта, и тајни улаз, иза Прешерновог позоришта. 
Тунели су у почетку били сиромашно опремљени, али довољно да сачувају грађане од бомбардовања. Када је било дојављено да долазе ескадриле, давали су знак за узбуну и људи су имали тачна упутства како се требају понашати у таквим приликама; било је потребно угасити огњишта, искључити струју (ако су је имали), узети једно ћебе, литар воде, нешто пара, закључати кућу или стан и отићи до најближег склоништа. Крањ, срећом, никад није бомбардован, па је тај страх временом нестајао. 
Након рата тунели су у великој мери заборављени и стајали су неискоришћени. 1980-тих, два млада предузетника су гајила шампињоне у тунелима, јер је температура погодна – износи 10 до 20 °C током целе године, а висок је и садржај влаге, и комплетни су услови погодни за узгајање печурки.   

## Обнављање тунела
Увиђајући да су важан део историјске и технолошке баштине земље, 2003. године је Спелеолошко друштво Крања одлучило је да покрене иницијативу за њихово чишћење. Избачено је 150 тона смећа, тунели су асфалтирани и опремљени осветљењем. Касније су им се придружили град и друге организације, и обимни рестаураторски радови коначно су завршени, а тунели су отворени за јавност 2008. године. Многе животињске врсте које су насељавале тунеле годинама, као пауци, скакавци, и слепи мишеви, нестале су из тунела.
У годинама од њиховог поновног отварања тунели су постали једна од главних туристичких атракција Крања, чак су освојили награду националне туристичке заједнице 2009. године, „Сребрни сејач“, која се додељује посебно креативним и иновативним достигнућима у словеначком туризму.

## Садашњи садржаји у тунелима
У тунелима испод старог града постављена је изложба о историји крањског подземља и његових градитеља, као и изложба минерала и фосила и реконструисано склониште из Другог светског рата, са симулацијом ваздушног напада. 
У тунелима су и базени и акваријуми који су део подземне лабораторије за проучавање човечје рибице. 
Поред тога, ту се одржавају годишње манифестације пупут Крањске винске стазе, прославе Божићних празника, дечји забавни програми, као и други културни догађаји: концерти, књижевне вечери, филмске вечери итд. 